# Кальбиты (династия)
Кальбиты или Бану Кальб (араб. بنو كلب‎) — династия арабских эмиров, управлявшая Сицилийским эмиратом с 948 по 1062 год.
Завоевание Сицилии начали в 831 года Аглабиды, но полностью завладеть островом им удалось только к 888 году (отдельные города продержались до 965). До 914 года островом управляли наместники Аглабидов. Затем остров завоевали Фатимиды и в период 914—948 там правили их наместники. В 948 фатимидский халиф-имам аль-Мансур Биллах назначил наместником Сицилии Хасана ибн Али из племени кальбитов. Хасан и его наследники, считаясь вассалами Фатимидов, во внутренних делах пользовались почти неограниченной свободой.

## Кальбиты
| №   | Имя                                           | Время правления | Прим.                               |
| --- | --------------------------------------------- | --------------- | ----------------------------------- |
| 1.  | Хасан I ибн Али                               | 948—953         |                                     |
| 2.  | Ахмад I ибн Хасан                             | 953—969         | Дети Хасана I                       |
| 3.  | Абу-л-Касим Али ибн Хасан                     | 970—982         | Дети Хасана I                       |
| 3.  | Абу-л-Касим Джабир                            | 982—983         | Дети Хасана I                       |
| 4.  | Джафар I ибн Мухаммад                         | 983—985         | Племянники Али, Джабира и Мухаммеда |
| 5.  | Абдуллах ибн Мухаммад                         | 985—989         | Племянники Али, Джабира и Мухаммеда |
| 6.  | Юсуф ибн Абдуллах                             | 989—998         | Сын Абдаллаха                       |
| 7.  | Джафар II ибн Юсуф                            | 998—1019        | Дети Юсуфа                          |
| 8.  | Ахмад II ибн Юсуф аль-Акхаль                  | 1019—1038       | Дети Юсуфа                          |
| —   | Абдуллах                                      | 1036—1040       | наместник Зиридов                   |
| 9.  | Хасан II ас-Самсам ад-Даула Абу Хафс ибн Юсуф | 1040—1044       | Сын Юсуфа                           |
| 10. | Мухаммад ибн Сумма                            | ?—1062          |                                     |

Период расцвета эмирата пришёлся на середину X века. В 982 году эмир Касим объявил джихад против императора Оттона II и разбил имперскую армию в битве при Стило (эмир погиб в этом сражении).
Эмират пришел в упадок при эмире Юсуфе (989—998), когда остров попал под влияние ифрикийской династии Зиридов. В 1038 году византийская армия под командованием Георгия Маниака заняла восточное побережье с городами Мессина и Сиракузы. В 1060 году последний мусульманский наместник Сицилии Ибн Сумма, потерпев поражение от своего соперника, призвал на остров норманнов. Вскоре там высадился с войском Роберт Гвискар, который к 1091 году полностью завоевал Сицилию.